# 沈阳市人民政府
沈阳市人民政府，简称沈阳市政府，是中华人民共和国辽宁省沈阳市的地方国家行政机关，位于沈阳市浑南区沈中大街，行政级别为副省部级。沈阳市人民政府在业务上接受辽宁省人民政府的直接领导，在党务上接受中共沈阳市委领导，其主要领导及各组成部门主要负责人由沈阳市人民代表大会及其常务委员会产生。

## 机构设置
根据《沈阳市机构改革方案》，除沈阳市人民政府办公厅外，沈阳市人民政府设置组成部门24个，直属特设机构1个，直属机构10个。
- 沈阳市人民政府办公厅

### 组成部门
- 沈阳市发展和改革委员会
- 沈阳市教育局
- 沈阳市科学技术局
- 沈阳市工业和信息化局
- 沈阳市民族和宗教事务局
- 沈阳市公安局
- 沈阳市民政局
- 沈阳市司法局
- 沈阳市财政局
- 沈阳市人力资源和社会保障局
- 沈阳市自然资源局
- 沈阳市生态环境局
- 沈阳市房产局
- 沈阳市城乡建设局
- 沈阳市交通运输局
- 沈阳市水务局
- 沈阳市农业农村局
- 沈阳市商务局
- 沈阳市文化旅游和广播电视局
- 沈阳市卫生健康委员会
- 沈阳市退役军人事务局
- 沈阳市应急管理局
- 沈阳市审计局
- 沈阳市人民政府外事办公室

### 直属特设机构
- 沈阳市人民政府国有资产监督管理委员会

### 直属机构
- 沈阳市市场监督管理局
- 沈阳市体育局
- 沈阳市信访局
- 沈阳市统计局
- 沈阳市人民政府研究室
- 沈阳市国防动员办公室
- 沈阳市营商环境建设局
- 沈阳市医疗保障局
- 沈阳市城市管理综合行政执法局
- 沈阳市数据局

（沈阳市营商环境建设局加挂沈阳市行政审批局牌子）